# 乌拉尔山脉

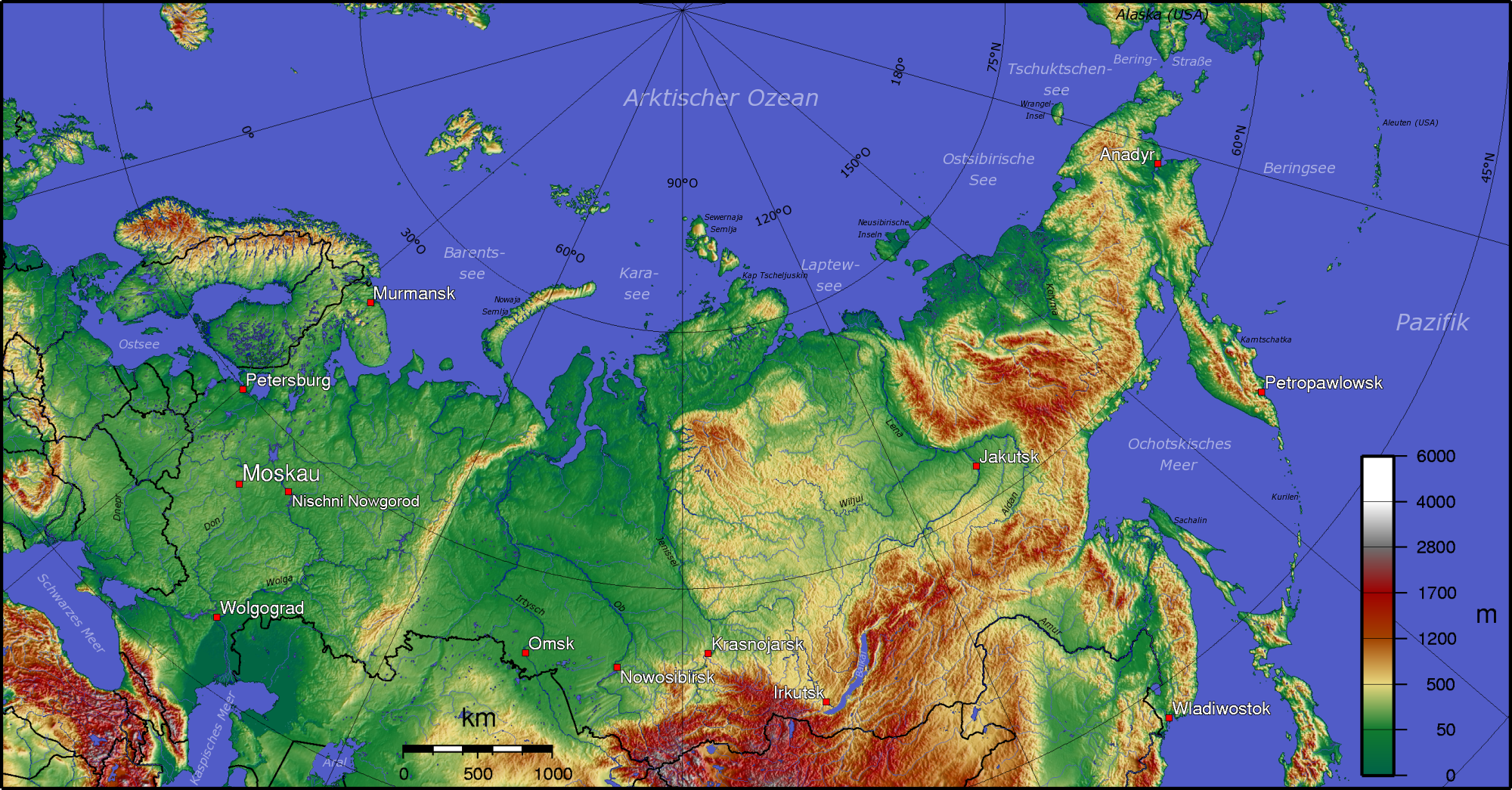
乌拉尔山脉在俄罗斯的位置

乌拉尔山脉（俄语：Ура́льские го́ры，簡稱）是俄罗斯境内大约南北走向的一座山脉，它位于俄罗斯的中西部。山脈位於烏拉爾地理區域內，與烏拉爾聯邦管區和烏拉爾經濟地區明顯重疊。烏拉爾山脈擁有豐富的資源，包括金屬礦石、煤炭、寶石和半寶石。自18世紀以來，山脈為俄羅斯經濟的礦業部分做出了重大貢獻。

## 位置

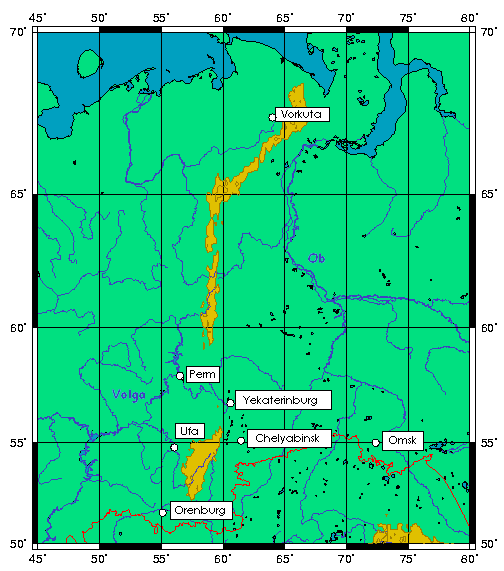
乌拉尔山脉的位置

大致位于东经60度。乌拉尔山脉的西部是俄罗斯平原，东部是西西伯利亚平原。向北伸入喀拉海，向南延伸至里海，过渡到哈萨克的草原。從南端到北端长約2500公里，與烏拉山脈大致平行的鄂毕河，從山脈北端向东入海。
从地质上看，喀拉海和巴伦支海间的新地岛是乌拉尔山脉的延伸。

## 亚欧分界

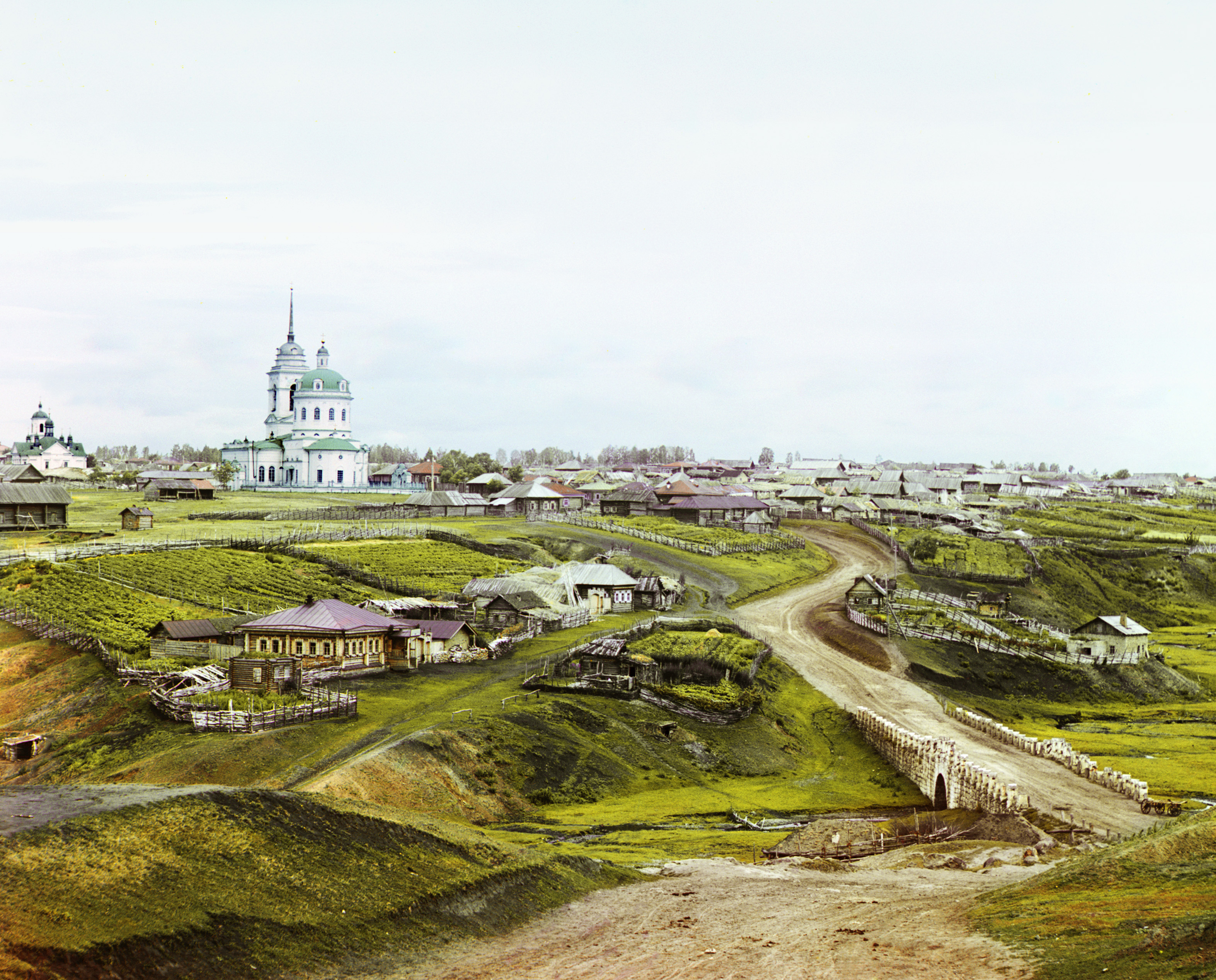
1912年位於烏拉爾山上的村莊

乌拉尔山脉和乌拉尔河是亚洲和欧洲的分界线。它们将歐亞大陆分成了两个大小不等的洲。烏拉爾山的森林區也是烏拉爾語系民族發源地。

## 最高点
乌拉尔山脉的最高点位于其中北部的纳罗达峰，海拔1894公尺。

## 矿藏和资源
乌拉尔山脉有丰富的资源，包括黄玉和绿玉。
乌拉尔山脉北方的科米原始森林是世界遗产。

## 形成
乌拉尔山脉是在石炭纪形成的，当时今天的西伯利亚是一块独立的大陆，它与当时盘古大陆的一部分，今天的欧洲，相撞形成了乌拉尔山脉。至今为止欧洲与西伯利亚还连在一起。

## 河流
以下河流发源于乌拉尔山脉：
- 乌法河
- 乌拉尔河

## 城市
重要的城市约从北向南有：
- 沃尔库塔
- 谢罗夫
- 彼尔姆
- 下塔吉尔
- 叶卡捷琳堡
- 乌法
- 马格尼托哥尔斯克
- 奥尔斯克